# Motueka
Motueka – miasto w Nowej Zelandii, w północnej części Wyspy Południowej, w regionie Tasman. Według spisu ludności z 5 marca 2013 roku populacja miasta wynosiła 7605 mieszkańców. 
Motueka położona jest nad Zatoką Tasmana. Na północ usytuowany jest Park Narodowy Abel Tasman.